# Ржавчатый малый трупиал
Ржавчатый малый трупиал (лат. Euphagus carolinus) — вид воробьиных птиц из семейства трупиаловых (Icteridae). Выделяют два подвида.

## Описание
Длина тела 220—250 мм, масса 60 г, размах крыльев 360 мм. Оперение в целом чёрное. Имеют заострённый клюв.

## Поведение
Кормятся на мокрой земле или в мелкой воде, поедая в основном насекомых, мелкую рыбу и некоторые семена. Поют иногда и самцы, и самки.

## Распространение
Распространён на территории Северной Америки. В России зафиксированы залёты на Чукотку, остров Врангеля, Камчатку. Численность снижается, причины неизвестны, что беспокоит учёных.